# Freda Slutzkin
Freda Slutzkin (morreu em 1999) foi a primeira mulher advogada no Mandato Britânico da Palestina. Slutzkin nasceu na Austrália e estudou Direito na Palestina, sendo aprovada no exame da ordem dos advogados em 1930.